# جروم اپت
جروم اپت (به انگلیسی: Jerome Apt) فضانورد اهل کشور ایالات متحده آمریکا است که در ۲۸ آوریل ۱۹۴۹ میلادی در اسپرینگفیلد، ماساچوست زاده شد. وی در مأموریت اس‌تی‌اس-۳۷، اس‌تی‌اس-۴۷، اس‌تی‌اس-۵۹، اس‌تی‌اس-۷۹ حضور داشته است.